# 蘭淑儀
蘭淑儀（らん しゅくぎ、生没年不詳）は、前燕の文明帝慕容皝の淑儀（側室）。後燕の成武帝慕容垂の母で、その即位後に皇后を追贈された。

## 生涯
慕容皝に嫁いで側室となった。326年（東晋の咸和元年）、男子を1人産んだ。337年（東晋の咸康3年）、慕容皝は自ら燕王と称し前燕を建て、蘭氏も淑儀（嬪）に封じられた。
384年正月、子の慕容垂は燕王を自称、後燕を創建した。慕容垂は、兄の慕容儁（前燕の景昭帝）とその皇后可足渾氏の生前の所業に恨みを抱いており、嫡母である段氏（慕容儁の生母）に代えて実母の蘭氏に文昭皇后の諡号を贈り、父帝の宗廟に配享した。
弟の蘭汗は、後燕の僭主となった。

## 男子
- 慕容垂（後燕の成武帝）

## 伝記資料
- 『晋書』載記
- 『十六国春秋』
- 『資治通鑑』